# Eliza Olivecrona
Emilie Eliza Rosalie Olivecrona, född 15 december 1858 i Uppsala, död 5 februari 1902 i Södertälje, var en svensk konstnär. Hon var dotter till professor Knut Olivecrona och författaren Rosalie Roos.
Olivecrona studerade konst i Paris på 1880-talet. Hon deltog i en utställning på gamla salongen våren i Paris 1890.
Hennes konst omfattar porträtt.